# مالینوفکا (شهرستان شیمانوفسکی، استان آمور)
مالینوفکا (به لاتین: Malinovka) یک منطقهٔ مسکونی در روسیه است که در استان آمور واقع شده‌است.